# مارگارتا هالین
مارگارتا هالین (سوئدی: Margareta Hallin؛ ‏ ۲۰ فوریهٔ ۱۹۳۱ – ۹ فوریهٔ ۲۰۲۰) بازیگر، خواننده اپرا و آهنگساز اهل سوئد بود.
وی نخستین نقش حرفه‌ای را در اپرای آرایشگر سویل اثر جواکینو روسینی در سال ۱۹۵۵ ایفا نمود. وی در سال ۱۹۷۲ به عضویت فرهنگستان موسیقی سلطنتی سوئد درآمد.